# 유화
유화(油畫, 영어: oil painting) 또는 유채화(油彩畵)는 서양미술의 대표적 형태 중 하나로, 기름으로 갠 물감(안료)을 사용하여 그리는 서양화의 한 기법이다.
유화의 유래는 이미 고대 그리스나 로마 시대로 거슬러 올라가며, 그 당시에 그려진 그림들, 특히 벽화에서 그 원시적 형태를 찾아 볼 수 있다. 중세시대에는 가톨릭교회의 장식 그림을 그리는 데 유화가 주로 사용되었으며, 15세기에는 그 기법이나 재료면에서 크게 발전하였다. 16세기 르네상스로 접어들면서 유화는 비로소 서양미술의 중요그림 형식으로 자리를 잡게 되었다.
재료적 측면에서 볼 때 유화는 이미 그 낱말에서 짐작할 수 있듯이 여러 종류의 기름에 색소(피그멘트)를 섞어 갈아서 얻은 유화색채와 이 색채를 칠할 수 있는 마로 짠 화포(캔버스), 나무 판 혹은 마분지에 그림을 그리는 것을 특징으로 한다.
기술적 측면에서 볼 때 유화는 또한 유화색채가 지닌 여러 장점들에 크게 의존한다. 즉 기름이 끈적끈적한 젖은 색채를 그대로 쓰거나, 색채를 두껍게 미리 입힌 후 화도로 긁거나, 특별한 방법을 사용하여 생산한 투명색채를 함께 입혀 가면서 그리거나 하는 등의 여러 기법 때문에 서양그림을 대표하는 그림 형식으로 간주된다.
이외에 유화는 유화색채가 건조된 후에 색채의 질이 빨리 변화되지 않기 때문에 오랜 기간 간편히 보존 및 보관 할 수 있는 장점을 갖고 있다. 이와 반면에 유화색채의 기법에 유의하지 않았을 경우에 색이 바래지는 것을 흔히 볼 수 있다. 유화가 가진 단점으로는 사용한 색채의 질과, 칠한 두께 그리고 그림의 나이에 따라 색칠한 화면에 금(크라클뤼르)이 생기는 점을 들 수 있다.

## 재료
그림물감이 되는 안료(顔料)의 종류는 중세까지는 그다지 많이 사용되고 있지 않았다. 반 에이크 무렵에도 연백(鉛白 Siverwhite), 천연의 군청(群靑 lapis lazuli), 녹토(綠土 테르·베르트), 석황(石黃 orpiment), 황토(黃土 ochre)와 그것을 구운 적갈색 및 흑갈색(브라운 페르다샤) 등과 식물성 염료인 매더 따위의 7,8색에 지나지 않는다. 르네상스 무렵부터는 식물성 염료나 동물성 색소도 이용되어 흑석(피에르 노아르) 등도 은필(銀筆)과 더불어 화재로 등장한다. 실재로는 안료가 인공적으로 개발되기 시작한 것은 1704년에 독일인 디스바하의 파랑부터이고, 산업혁명의 물결과 함께 19세기에 걸쳐서 활발하게 이루어지고 그 수도 증가되고 있다. 그 때까지의 것은 화가의 화실에서 황토를 구워서 색상을 만들거나 약연으로 원석을 빻아서 수파정제하고 있었다. 따라서 공들여 정제한 유화 그림물감의 보존법도 1924년 영국에서 금속 튜브가 발명되고 난 다음부터 오늘날과 같이 편리하게 되기까지는 동물의 장기에 채워 산화를 방지하기 위하여 물항아리에 저장해 놓고 사용했다.
유화 그림물감도 그 시초부터 살펴보면 팔레트의 등장에다가 용법상의 결점 등으로 소멸되어 간 것도 그 수가 많다. 래피스 래줄라이(lapis lazuli) 등은 귀석(貴石)이므로 그림물감으로 하기에는 고가이기도 하기 때문에, 1824년 프랑스 정부는 장려금을 주고 화학자에게 합성법을 연구케 한 결과 오늘날의 울트라마린(ultramarino)이 생겨났고, 공작석(孔雀石 맬러카이트 그린) 등은 변색이 빠르므로 자연히 쇠퇴하였다, 18·19세기의 회화에 많이 사용되고 있었던 역청(瀝靑 bitumen)이나 테르 드 캬세르도 자연히 그 자태가 소멸되었다. 유화 그림물감 중에서 오늘날까지 오랜 동안 사용되고 있는 안료는 실버 화이트인데, 징크 화이트 등은 1845년에 공업화되고, 화학적으로 안정되어 있는 특성에서 유화 그림물감 축에 들어간 것으로서 기법사적(技法史的)으로 본다면 새로운 것이다. 그러나 기법상으로 징크 화이트는 보조적인 위치에 멈추고 있는 것이어서, 실버 화이트가 형성하는 마티에르의 효과에는 미치지 못하고 있다.
19세기 접어들어 유기합성화학의 발달에 따라 그 화학적인 성질이나 내구성이 약한 천연 유기(有機)의 것은 인공적인 것으로 대체되었고, 또한 천연자원의 소멸에 의하여 네이폴즈 옐로나 테르베르트 등은 오늘날에는 배합 안료(配合顔料)에 의하여 만들어지고 있다. 20세기가 되자 크롬 옐로 등이 유화 그림물감으로 등장하여 화가 터너에게 애용되었고, 고흐의 채필을 기쁘게 하였다. 황색 중에서 안정성이 있는 카드뮴 옐로도 이 무렵의 소산이다. 오늘날에는 더욱 더 진보하여 석유화학의 발달에서 아조계(窒素系)나 프델로우 시어닌계의 미립자안료가 만들어졌다. 이것들은 착색력이 큰 점에서 재료의 세계에 하나의 전기(轉機)를 줌과 동시에 합성수지의 발달로 중개물로 바뀌어서 기법상으로도 변혁을 가져왔다고 생각된다. 아크릴 그림물감 따위가 이것들을 이용한 것이다. 

### 물감

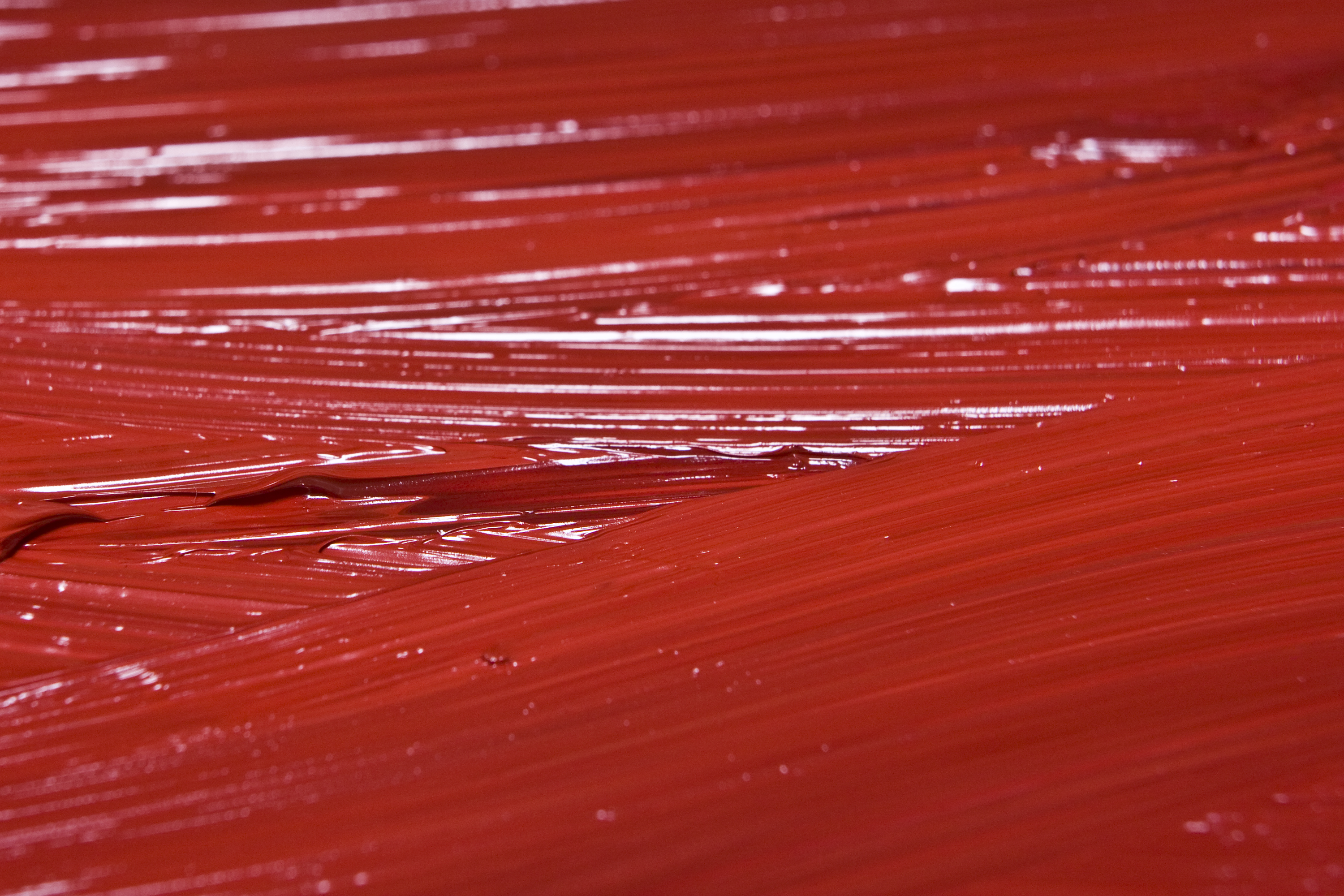
유화의 물감

유화 그림물감의 각 빛깔은 안료 조성에 따라서 화학적인 성질을 가지고 있다. 따라서 그 용법상의 성질인 점조도(粘稠度)·건조도(乾燥度)·피복력(被覆力)·고착력(固着力)·착색력·투명도 등을 대충 알고서 사용하는 것이 발색·고착·변색 등의 화학적인 변화와 기법상의 결함으로 나타나는 퇴산(褪散)·퇴색·암색화·초킹·불투명화·금이 감·박락(剝落), 화장지와 같은 잘디잔 주름 등등의 재해를 막을 수가 있다. 그리고 중개물이 유지이므로 투명성·반(半)투명성·불투명성의 성질을 살리는 것이 아주 중요하다. 이것들의 기본적인 성질은 기법상으로 기본이 되는 재료용법이다. 그러기 위하여는 화학적으로도 조성계열(組成系列)로 분류하여서 그 성질에서 혼색을 금기(禁忌)하는 관계를 알고서, 팔레트에 꺼낼 경우에도 색상에 관계없이 이 계열에 따라서 사용하는 습관을 붙이면 용법상 대단히 편리하다. 안료계열(顔料系列)은 대별하여 산화물계(酸化物系)·유화물계(硫化物系)·연화합물계(鉛化合物系)·동화합물계(銅化合物系)·코발트계·탄화합물계(炭化合物系)·인공레이크 계·신안료계(新顔料系)로 나뉘고, 유화의 그림물감으로서 회색조(會色調) 그림물감·배합안료 그림물감, 연색용 그림물감 등으로 되어 있다

### 유류의 용법
화용에 사용되는 기름에는 용도에 따라서 용유(溶油)와 수지유(樹脂油=니스)의 계열로 나뉘는데 특수한 기법, 목적에서 그림물감 층에 윤성(潤性)을 갖도록 하는 것과 계면활성을 만드는 화액(畵液)이 있다.
용유에는 건성유(乾性油)와 휘발성유(揮發性油)가 있다. 거기서, 일반적으로는 건성유로서 린시드 오일·포피 오일·너츠 오일이 있다. 모두 다 유화 그림물감의 점조도(粘稠度)를 약화시키고 전색성(展色性)을 늘리기 위하여 사용되며, 린시드 오일은 다른 건성유보다 그림물감의 층이 딱딱한 질이 될 성질을 가지고 있다. 다만 담색 명색인 것에만 사용하면 훗날 조금 갈색미를 띠게 되므로 화조는 어둡게 되기 쉽다. 이밖에 휘발성유가 사용되는데 휘발성유에는 식물성인 것과 광물성인 것이 있다. 식물성인 것에 테레핀유(油)가 있는데 이것은 생수지를 증류하여 만든 것으로서 바르삼 테레핀이다. 특유한 방향(芳香)을 가진 무색 투명한 것이 있는데, 공기나 빛에 방치해 두면 환원하여 기름이 되기 때문에 누렇게 변해지는 성질이므로 사용중에도 밀전(密栓)하여 항상 암소(暗所)에 둘 필요가 있다. 광물성인 것은 페트로르라고 불리는데 미네랄 스피릿이어서 완전 휘발성의 것으로서, 화용으로서는 용유라기보다는 용제(溶劑)로서 사용되어야 한다. 이것을 유화 그림물감이 용유로서 사용할 수는 있으나 유화 그림물감의 고착력을 약화시켜, 건조 후 색조(色調)는 단조롭기 쉽고 따라서 윤기가 상실된다. 증류 온도는 낮은 것이 아니면 유황분을 함유하고 있으므로 유화물계의 그림물감과는 흑변(黑變)을 일으키게 마련이다. 일반적으로 시판되는 것은 증류 온도 140-180도 정도의 것이므로 용유로서는 적당하다고는 할 수 없다.
수지유에는 베로니 아 르츠셰, 베르니 아 판도르, 베르니아 타브로의 세 계열이 있다. 르츠셰는 보채용(補彩用)으로서, 마른그림물감 층에 재보필(再補筆)할 경우에 고착을 돕고 윤기가 날아간 부분의 복조(復調)·상호 화학변화를 일으키기 쉬운 그림물감이 서로 작용하는 것을 방지하는 효과, 즉 절연성을 갖게 할 목적으로 사용된다. 판도르는 용유와 수지유의 목적을 상승적으로 이용하는 화용유(畵用油)이다. 타블로는 완성된 작품의 보호피막을 만들기 위하여 완전 건조를 기다려서 사용되는 것이다. 니스류도 이밖에 윤기를 지우기 위한 세로니나 딱딱한 피박을 만드는 코파르의 니스 등 마티에르의 효과에 따라서 수종의 것이 그 목적에 따라서 사용된다. 그 밖에 고화(固化)된 그림물감 층에 윤성을 주는 효과를 가지는 라벤다유, 애스피크유 등이 있는데, 용법은 완전히 마른 그림물감층에 다시 그림물감을 덧칠해서 길들일 때 따위에 사용된다. 그리고 유성의 그림물감층에 수성의 과시 그림물감 등을 덧칠하는 기법에서는 그림물감층의 계면에 활성을 주는 피에르라고 불리는 화액 등이 유럽에서는 옛부터 사용되고 있다.

### 건조제
건조제는 유화의 그림물감에 그 안료의 기름과의 건조성의 지속(遲速)에 맞추어서 이미 배합되어 있는데, 유화 그림물감에 용유를 섞을 필요가 있을 때, 그 기름의 건조성을 빠르게 하기 위하여 사용하는 것이 본래의 용법이다. 유화 그림물감에 섞으면 건조가 촉진될 것이라고 생각되고 있는 것은 와전된 것으로 용법으로서 잘못이다. 따라서 용유로 할 기름에 일정한 양(乾性油 1리터에 대하여 3그램)을 미리 첨가하여 사용하는 것이다. 이 수치에서 지극히 소량이 아니면 안 된다는 것을 짐작하리라고 생각한다. 기름을 건조하는 원칙은, 공기 중의 산소와 결합됨으로써 생기는 산화중합을 건조라고 하므로 건조제는 촉매로 사용되는 셈이다. 유화 그림 물감의 경우 일반적으로 산소에 의하여 표면이 건조하는 현상을 산화라고 하는 말로서 표현하고, 체질적으로 굳는 현상을 중합이라 하고 기법상으로 구별하여 생각한다. 건조제로는 표면이 건조하는 산화형의 것에 코발트나 망간이 있고, 망간은 건조 속도가 순차적으로 가속되는 성질이 있다. 그리고 표면과 내면이 균일하게 건조되는 중합형(重合型)의 일산화연(一酸化鉛)이 있다. 역가(力價)가 높은 오크티르산(酸) 지르코늄 등도 중합형의 건조체이다. 유화 그림물감은 안료에 따라서 기름과의 건조에는 지속이 있으므로 그림물감 매제(媒劑)는 이러한 성질을 감안하여서 배합하고 건조 속도가 조정되어 있는 것인데, 현재 빠른 것은 프러시안 블루(prussian blue)와 같이 1일 정도의 것에서 버밀리언(vermilion)처림 10일 이상 2주간을 요하는 것도 있다. 이 차이는 작화 기법상 알아두고 용법을 생각하지 않으면 채색이 둔탁해지는 원인이 된다. 또한 기름의 건조는 산소와 결합하고 있는 도안에는 체팽창의 현상이 생기고 고화(固化)되어서 건조가 끝났을 때는 수축하게 된다. 로즈 매더(rose madder) 등의 그림 물감을 두껍게 많이 사용하면 말라서 표면에 가는 주름이 생기는 것은 이 때문이다. 재료기법에서는 이 종류의 것에 파테 메디움이라 하여 수축을 방지하는 용재도 있다. 시카티프 드 크트레이 브란이라고 하는 건조제는 바탕을 칠하기에 사용되는데, 이것은 산화·중합의 동시효과를 갖도록 일산화연과 이산화망간을 배합한 것이고, 시카티프 후라만드라고 불리는 것은 주로 수지가 혼합된 기름에 첨가하기 위하여 만들어지고 있는데 글라시 등의 기법에 사용된다.

## 채색 기법

### 브러시 스트로크
스트로크는 유화 그림물감의 점조도의 조도(稠度, Plasticity)를 이용하여 필의(筆意)를 전하는 데 그 표현효과가 있다. 렘브란트 작품의 대부분은 어두운 부분의 톤의 해조(諧調)를 만드는 방법과 이 브러시 스트로크에 의하여, 그림물감을 잘 다루면서 모델링을 그려내는 수법인데 그는 이것의 명수였다. 이 수법은 고쳐 그릴 수 없는 결정적인 필법에 의하여 결정되어 가는 데에 테크닉의 높이가 있다. 동양의 수묵화에도 필의를 의탁하는 자세가 있는데, 다분히 정신주의적인 데 비하여 유럽의 이 종류의 것은 물질적이고 구체적이며 인간적이다. 유채화의 기법에서는 일반적으로 그린다고 하는 것이 자칫하면 그림물감을 칠해서 겹쳐 가는 것이라 생각되기 쉬운데, 칠을 해서 겹친다는 것(코팅)이 (+)의 기법으로서 원칙적으로 이해됨과 함께 (－)의 기법으로서 그라타주라는 긁어내고 깎아내는 방법도 있다는 것을 알 필요가 있다.

### 프로타주
프로타주란 것은 프로테라는 말에서 생겼는데 그림물감을 문지르는 채색법을 말한다. 이 기법의 말이 뜻하는 것은 얇게 칠한다는 의미도 있다. 즉 하층색의 투색(透色)을 이용하여 복합하는 색채효과를 찾는 것이다. 이 기름의 기원은 독일 태생인 막스 에른스트(1891-1976)가 동양에서 말하는 탁본의 수법과 마찬가지로 나무나 돌이나 금속의 표면에 종이를 대고서 탁본묵으로 그 모양을 문질러서 찍어내는 것처럼 하여 그림모양을 베껴내고 이것을 계획적으로 화면에 조합시켜서 작화하는 방법을 표시한 데서 생긴 기법용어로서, 문지르거나 두들기는 채색법에 전용된다. 이 경우의 그림물감은, 용유는 사용하지 않고 고점도의 유화 그림물감을 마른 화면에 수(穗) 끝이 커트된 듯이 빳빳한 붓 또는 솔로 그림물감을 문질러 나간다.

### 프왕타주
19세기 후반에 로르시냐크(1863-1935)나 조르주 쇠라(1859-1891)가 물리학이나 색채학의 학설에서, 예를 들면 광학(光學)에 있어서의 리츠의 결합원리에서 시각혼합의 법칙에 의하여, 화면에 병치혼합의 채색법을 생각하여 조형하는 양식을 표시하였는데, 그림물감의 칠하는 방법이 점 또는 그에 가까운 필치(筆致)로 표현하는 자세를 가리켜서 점묘(點描)라고 한 데서 비롯된다. 이러한 회화주의를 프왕티즘(點描主義, pointillism)이라고 한다. 이들 작품의 조형감과 채색의 취급면에서 그 화조를 보면, 이 형식을 성립시키는 중요한 채색기법의 질서가 있다는 점을 알 수 있다. 채색된 빛깔은 안료의 품도를 유지토록 혼색을 하지 않을 것과, 트와르에는 반드시 이들 색채를 결합시키는 작용을 하는 엷은 회색조의 그라운드(바탕칠)를 실시하고 있다는 것이다. 이 바탕칠의 회색조는 원색의 채도를 유지하여 화조 속에 안정시키는 역할을 하게 되는데, 이 원리는 포비슴 화가도 이용하고 있는 것인데 점묘형식도 이 효과에 의한다.

### 카마이외
그리자유처럼 무채색의 회색기조에 의하여 모델링을 그리는 것과 구별되고, 유채색의 적갈색기조로(로 시엔너나 번트 시엔너를 주로 사용한다) 모델링을 그리는 명암묘법을 말한다. 루벤스의 소품에는 그리자이외나 카마이외의 묘법을 이용하여 예보시(祖描 ebauche) 하였을 뿐인 유품이 몇 개 있다.

## 참고 문헌
- 이 문서에는 다음커뮤니케이션(현 카카오)에서 GFDL 또는 CC-SA 라이선스로 배포한 글로벌 세계대백과사전의 내용을 기초로 작성된 글이 포함되어 있습니다.